# Ленинская Слобода (Нижегородская область)
Ле́нинская Слобода́ — сельский посёлок в Кстовском районе Нижегородской области. Входит в состав Запрудновского сельсовета.
Расположен в 43 км к юго-востоку от Нижнего Новгорода, в 25 км к юго-востоку от районного центра — города Кстово. Посёлок вплотную примыкает к холму, на котором расположено село Кадницы.

## История
C 1936 по 2008 годы имел статус рабочего посёлка. С 2008 по 2009 годы составлял Ленинскослободский сельсовет.
Посёлок ранее был частью села Кадницы, исторически состоявшего из двух частей: нижней, расположенной под горой, на берегу реки Кудьма, и верхней, расположенной на возвышенном плато. В советское время нижней части села был присвоен статус рабочего посёлка и дано новое название — Ленинская Слобода, которое официально закреплено по сей день (по состоянию на 2023 год). Однако новое название не прижилось, местным населением по большей части игнорируется и в основном используется лишь в официальных бумагах. В обиходе и село, и посёлок продолжают называться одним названием — Кадницы.

## Население
| 1939 | 1959 | 1970 | 1979 | 1989 | 2002 | 2008 | 2009 | 2010 |
| ---- | ---- | ---- | ---- | ---- | ---- | ---- | ---- | ---- |
| 1193 | ↘929 | ↘443 | ↘276 | ↘73  | ↘30  | ↘14  | ↘0   | ↗31  |

## Достопримечательности
- Каменная трёхпрестольная церковь Спаса Преображения в Кадницах (1854 год).